# Nicolas Lémery
Nicolas Lémery, nascut a Rouen, Sena Marítim, el 17 de novembre de 1645 i mort a París el 18 de juny de 1715, fou un químic, farmacèutic i metge francès.

## Biografia
El seu pare, de religió protestant, era un magistrat que actua com a procurador al Parlament de Normandia. Nicolas començà els seus estudis de farmàcia a Rouen i després anà a París a estudiar sota la direcció de Christophe Glaser (1629-1672) al Jardí Reial de les Plantes Medicinals. Després estudià a Montpeller on començà a impartir cursos de química. A París obrí una farmàcia que tingué un paper destacat en l'aplicació de la química a la medicina. A causa de la seva condició de calvinista fou perseguit, perdé tots els seus béns, i s'exilià a Anglaterra el 1681.
L'any 1683 retornà a França i obtingué el títol de doctor en medicina a Caen. L'any 1686 abandonà el calvinisme i es convertí al catolicisme per poder exercir la medicina i obrir una nova farmàcia. Poc temps després fou nomenat farmacèutic del rei Louis XIV i membre de l'Académie des Sciences el 1699.

## Obra
Lémery no es preocupà per les especulacions teòriques i s'interessà per la part experimental de la química. Això va atreure molts d'alumnes i gent de tota condició a les seves classes, ja que podien evitar la recerca de la pedra filosofal o de l'elixir de l'eterna joventut, que els alquimistes perseguien de forma obscura i estèril, i aprendre química o esplaiar-se amb les seves demostracions experimentals. El seu llibre Cours de chimie (1675) va tenir tretze edicions i fou seguit durant més d'un segle.
En les seves investigacions químiques va descobrir la presència de ferro, Fe, dins la sang. També estudià l'antimoni, Sb, i va descobrir que una mescla de llimadures de ferro, Fe, i pols de sofre, S, produïa calor. Addicionà, a aquesta mesclà, un poc d'aigua per produir una pasta, que enterrà sota terra, i aconseguí un volcà artificial, la qual cosa li permeté explicar el foc dels volcans.

### Obres
- Cours de chimie, contenant la manière de faire les opérations qui sont en usage dans la médecine, par une méthode facile, avec des raisonnements sur chaque opération, pour l'instruction de ceux qui veulent s'appliquer à cette science (1675). Text en línia Obra reeditada en nombroses vegades i traduïda arreu d'Europa.
- Le Nouveau recueil de curiositez rares et nouvelles des plus admirables effets de la nature et de l'art, composé de quantité de beaux secrets gallans et autres, dont quelques uns ont été tirez du cabinet de feu M. le marquis de L'Hôpital, expérimentez et composez par le sieur d'Emery (1685) Text en línia 1 2
- Recueil de secrets, divisé en deux parties : la première concernant la conservation de la santé et de la beauté, la seconde concernant les arts, et les maladies des animaux (1692)
- Nouveau recueil des plus beaux secrets de médecine, pour la guérison de toutes les maladies, blessures et autres accidens qui surviennent au corps humain, avec un Traité des plus excellens préservatifs contre la peste, fièvre pestilentielle et toutes sortes de maladies contagieuses. Le tout expérimenté, recueilli et donné au public par une personne très-habile et charitable (1694)
- Pharmacopée universelle, contenant toutes les compositions de pharmacie qui sont en usage dans la médecine, tant en France que par toute l'Europe : leurs vertus, leurs doses, les manières d'opérer les plus simples et les meilleures : avec un lexicon pharmaceutique, plusieurs remarques, et des raisonnemens sur chaque opération (1697) Text en línia 1 2
- Dictionnaire universel des drogues simples, contenant leurs noms, origine, choix, principes, vertus, étymologie, et ce qu’il y a de particulier dans les animaux, dans les végétaux et dans les minéraux (1698) Text en línia
- Traité de l'antimoine, contenant l'analyse chymique de ce minéral et un recueil d'un grand nombre d'opérations rapportées à l'Académie royale des sciences (1707).